# Дескриптор (программирование)
Дескриптор или хэндл (англ. handle - 'рукоять') - абстракция в приложении для взаимодействия с ресурсами, которыми также управляет база данных или операционная система. Может быть неявным определением в виде числа (индекс в массиве) или указателем на источник дальнейшего извлечения информации. Наиболее распространённые случаи применения: файловый дескриптор, сетевой сокет, соединение с базой данных, идентификатор процесса, номер задания. Идентификатор процесса и номер задания являются просто числами, в то время как файловые дескрипторы находятся в таблице файловых дескрипторов процесса и далее всей системы.